# メタクリル酸tert-ブチル
メタクリル酸tert-ブチル（英語: tert-butyl methacrylate）は、化学式が (CH
3)
3CO
2CC(CH
3)=CH
2 で表される有機化合物である。無色の固体で、メタクリレートポリマーを合成するときのモノマーである。その他の重合にも用いられる。